# Syngnathinae
Sous-famille
Les Syngnathinae, communément appelés Syngnathes, sont une sous-famille de poissons de la famille des Syngnathidae.
Ils mangent des crevettes microscopiques.
Comme chez les hippocampes, c’est le mâle qui porte les œufs fécondés dans une gouttière (une poche ventrale) située sur le ventre.

## Liste des genres
| Selon World Register of Marine Species (19 mars 2014) : - genre Acentronura Kaup, 1853 - genre Amphelikturus - genre Anarchopterus - genre Apterygocampus - genre Bhanotia - genre Bryx Herald, 1940 - genre Bulbonaricus Herald in Schultz, Herald, Lachner, Welander & Woods, 1953 - genre Campichthys Whitley, 1931 - genre Choeroichthys Kaup, 1856 - genre Corythoichthys Kaup, 1853 - genre Cosmocampus Dawson, 1979 - genre Doryichthys Kaup, 1853 - genre Doryrhamphus Kaup, 1856 - genre Dunckerocampus Whitley, 1933 - genre Enneacampus - genre Entelurus Duméril, 1870 - genre Festucalex Whitley, 1931 - genre Filicampus - genre Halicampus Kaup, 1856 - genre Haliichthys - genre Heraldia - genre Hippichthys Bleeker, 1849 - genre Histiogamphelus - genre Hypselognathus - genre Ichthyocampus - genre Idiotropiscis - genre Kaupus - genre Kimblaeus - genre Kyonemichthys - genre Leptoichthys - genre Leptonotus - genre Lissocampus - genre Maroubra - genre Micrognathus Duncker, 1912 - genre Microphis Kaup, 1853 - genre Minyichthys Herald & Randall, 1972 - genre Mitotichthys - genre Nannocampus Günther, 1870 - genre Nerophis Rafinesque, 1810 - genre Notiocampus - genre Penetopteryx Lunel, 1881 - genre Phoxocampus Dawson, 1977 - genre Phycodurus Gill, 1896 - genre Phyllopteryx - genre Pseudophallus - genre Pugnaso - genre Siokunichthys Herald, 1953 - genre Solegnathus Swainson, 1839 - genre Stigmatophora - genre Stigmatopora - genre Stipecampus - genre Syngnathoides Bleeker, 1851 - genre Syngnathus Linnaeus, 1758 - genre Trachyrhamphus Kaup, 1853 - genre Urocampus - genre Vanacampus | Selon ITIS (19 mars 2014) : - genre Acentronura Kaup, 1853 - genre Anarchopterus Hubbs, 1935 - genre Apterygocampus Weber, 1913 - genre Bhanotia Hora, 1926 - genre Bryx Herald, 1940 - genre Bulbonaricus Herald in Schultz, Herald, Lachner, Welander et Woods, 1953 - genre Campichthys Whitley, 1931 - genre Choeroichthys Kaup, 1856 - genre Corythoichthys Kaup, 1853 - genre Cosmocampus Dawson, 1979 - genre Doryichthys Kaup, 1853 - genre Doryrhamphus Kaup, 1856 - genre Dunckerocampus Whitley, 1933 - genre Enneacampus Dawson, 1981 - genre Entelurus Duméril, 1870 - genre Festucalex Whitley, 1931 - genre Filicampus Whitley, 1948 - genre Halicampus Kaup, 1856 - genre Haliichthys Gray, 1859 - genre Heraldia Paxton, 1975 - genre Hippichthys Bleeker, 1849 - genre Hypselognathus Whitley, 1948 - genre Ichthyocampus Kaup, 1853 - genre Kaupus Whitley, 1951 - genre Kimblaeus Dawson, 1980 - genre Leptoichthys Kaup, 1853 - genre Leptonotus Kaup, 1853 - genre Lissocampus Waite et Hale, 1921 - genre Maroubra Whitley, 1948 - genre Micrognathus Duncker, 1912 - genre Microphis Kaup, 1853 - genre Minyichthys Herald et Randall, 1972 - genre Mitotichthys Whitley, 1948 - genre Nannocampus Günther, 1870 - genre Nerophis Rafinesque, 1810 - genre Notiocampus Dawson, 1979 - genre Penetopteryx Lunel, 1881 - genre Phoxocampus Dawson, 1977 - genre Phycodurus Gill, 1896 - genre Phyllopteryx Swainson, 1839 - genre Pseudophallus Herald, 1940 - genre Pugnaso Whitley, 1948 - genre Siokunichthys Herald in Schultz, Herald, Lachner, Welander et Woods, 1953 - genre Solegnathus Swainson, 1839 - genre Stigmatopora Kaup, 1853 - genre Stipecampus Whitley, 1948 - genre Syngnathoides Bleeker, 1851 - genre Syngnathus Linnaeus, 1758 - genre Trachyrhamphus Kaup, 1853 - genre Urocampus Günther, 1870 - genre Vanacampus Whitley, 1951 |

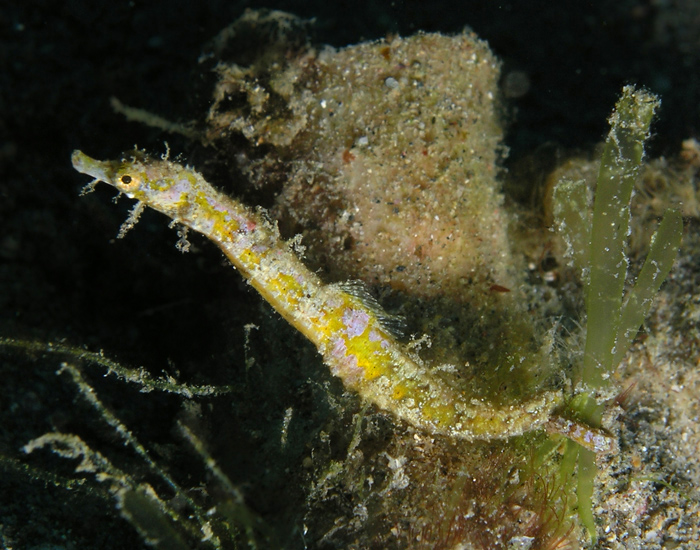
Acentronura tentaculata
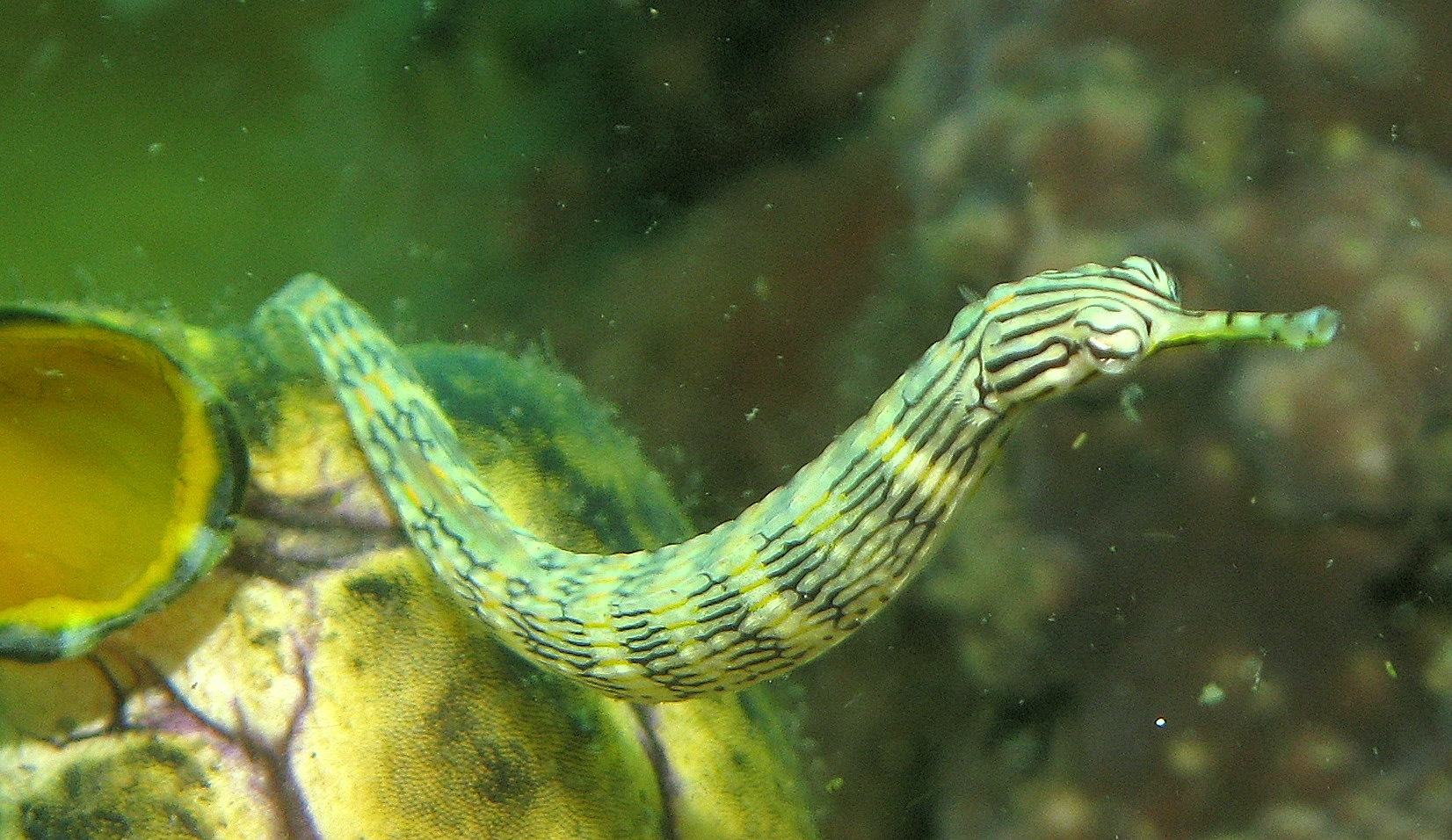
Corythoichthys haematopterus
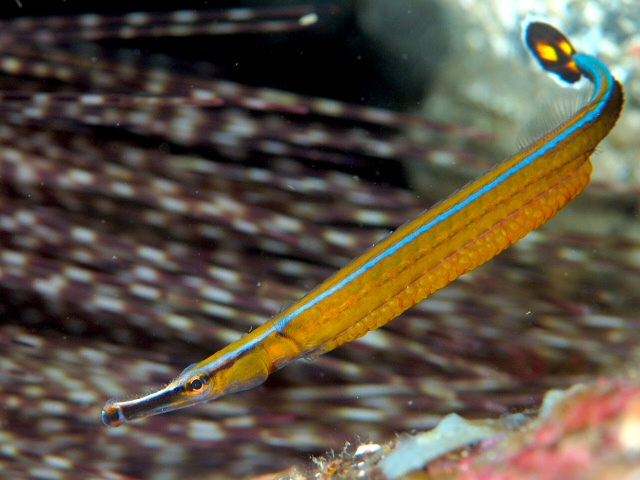
Doryrhamphus japonicus
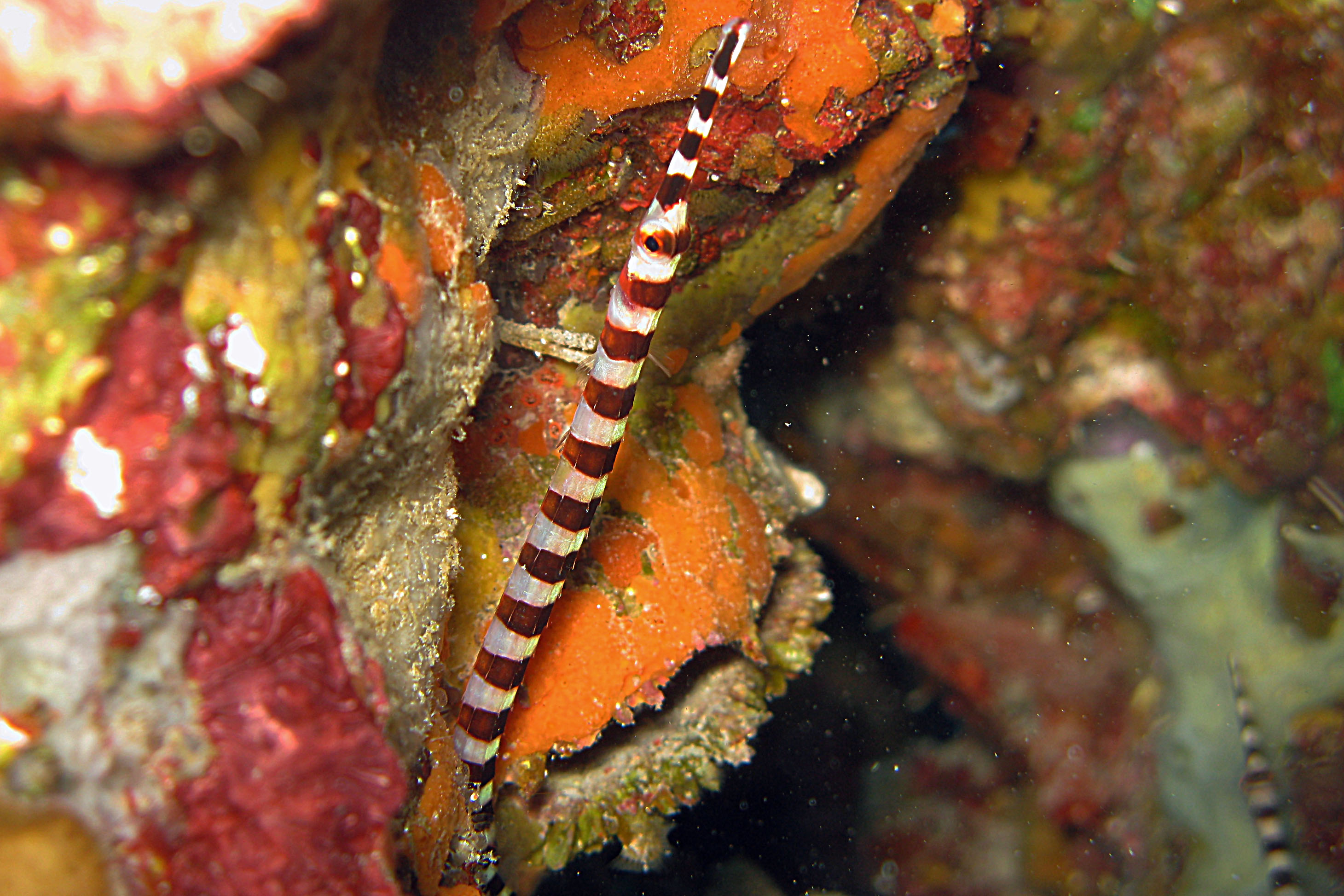
Dunckerocampus boylei
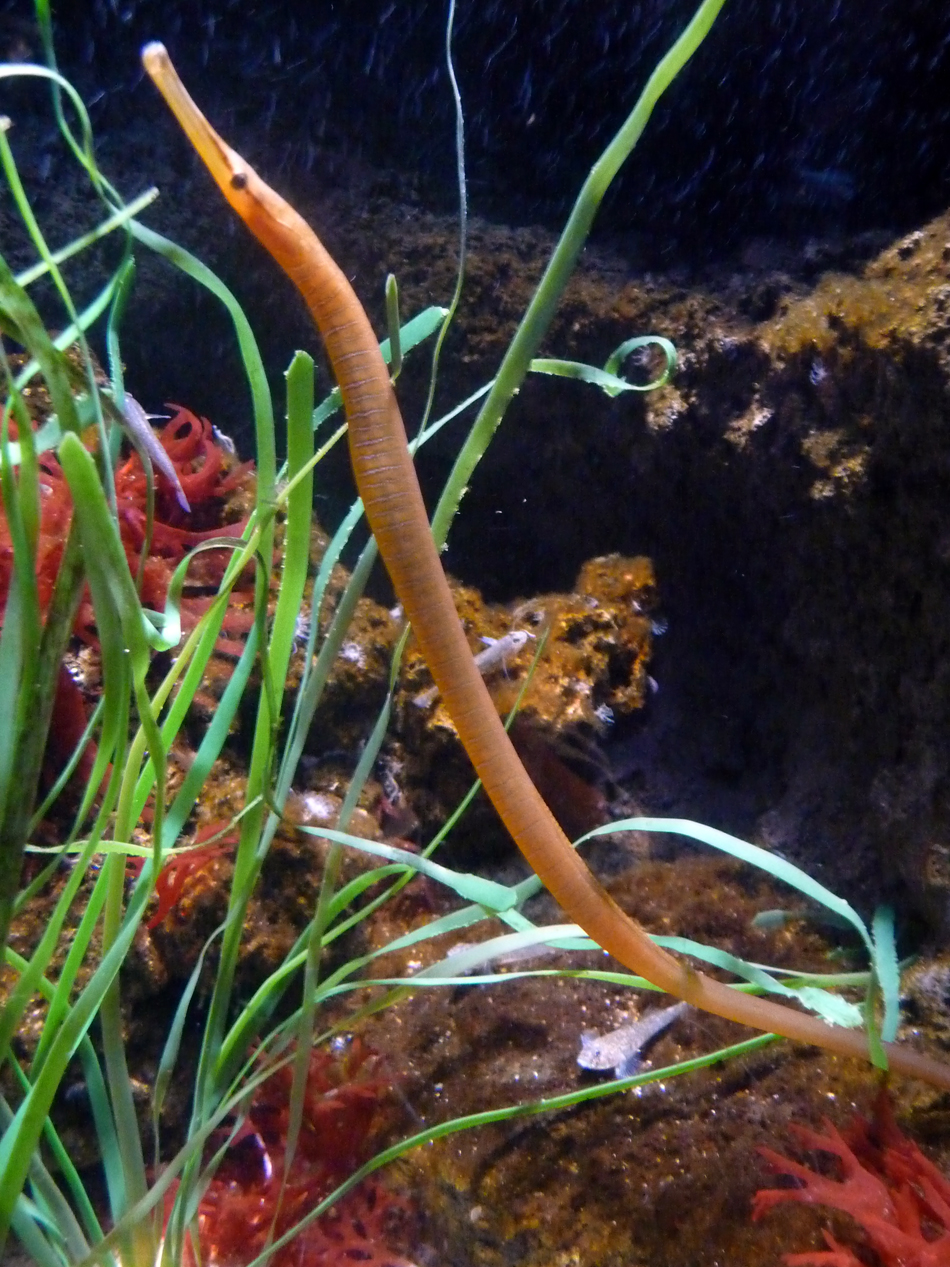
Entelurus aequoreus
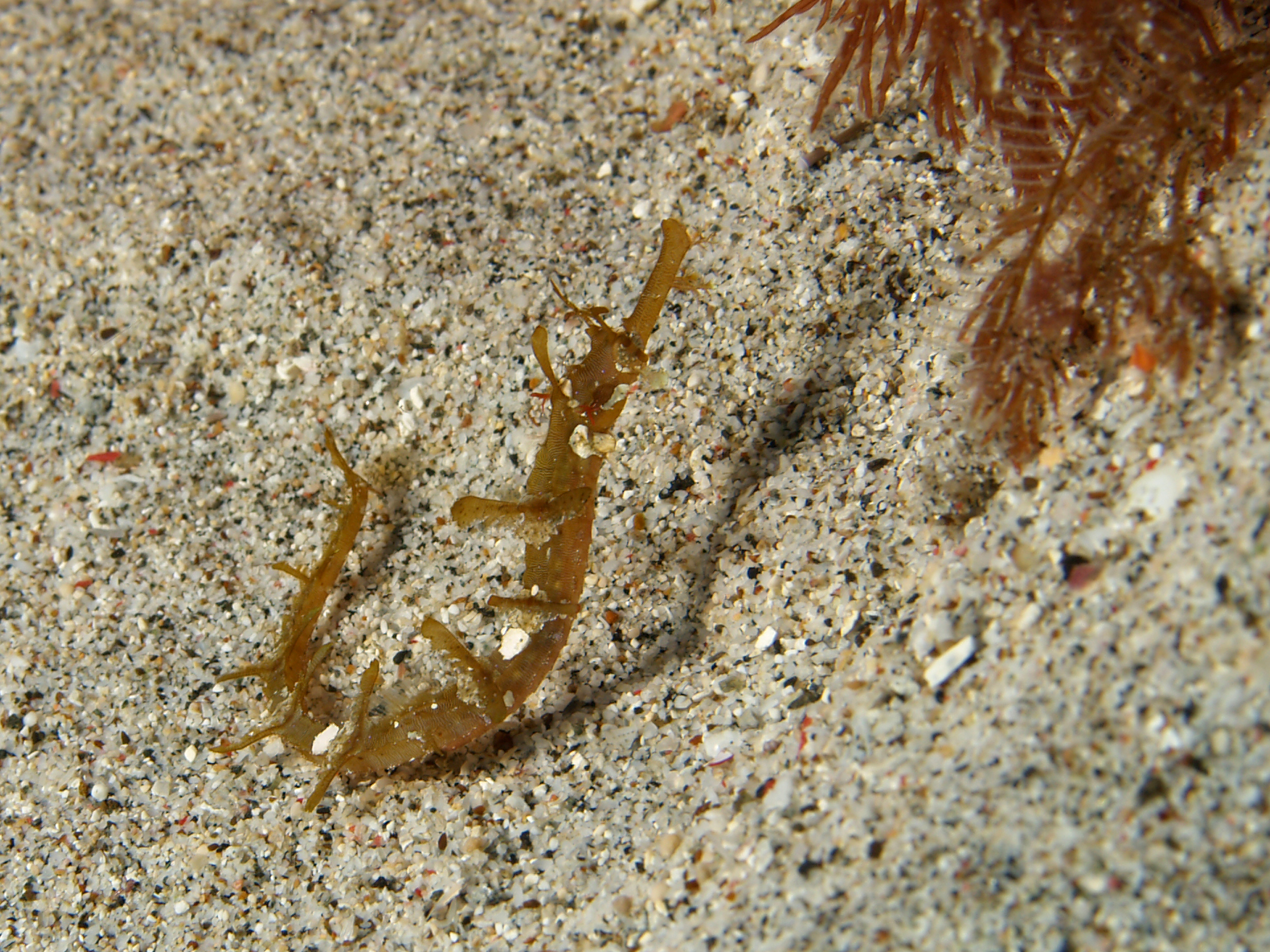
Halicampus macrorhynchus
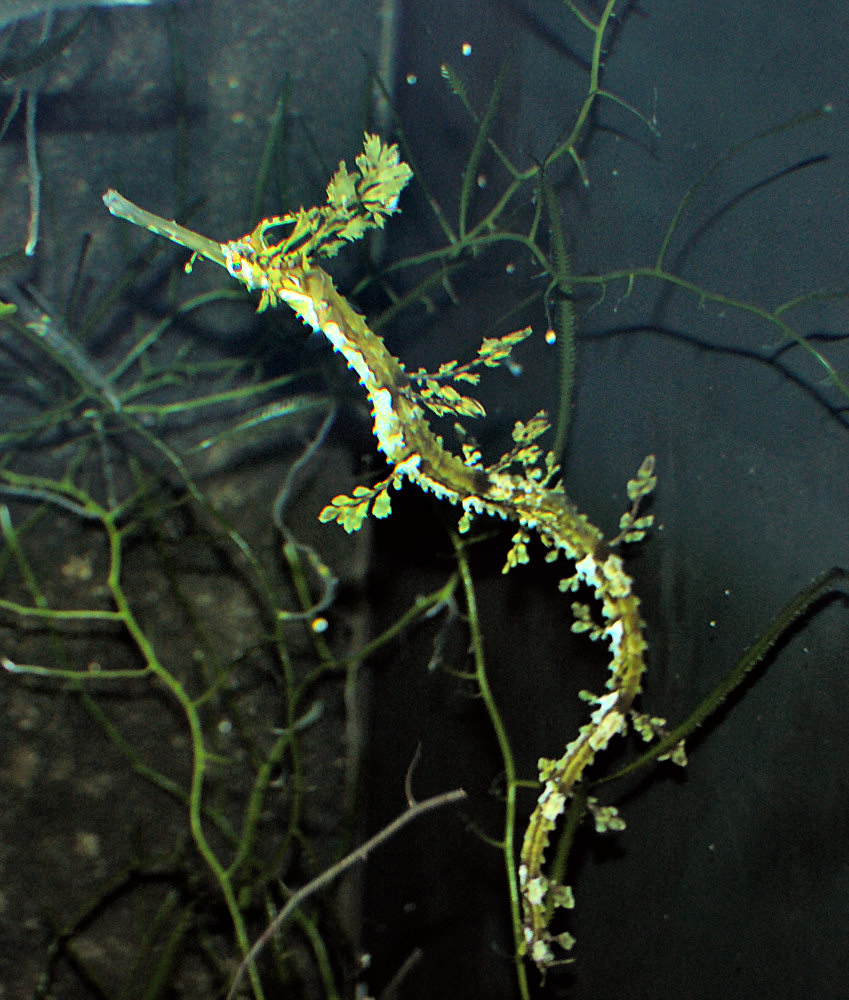
Haliichthys taeniophorus
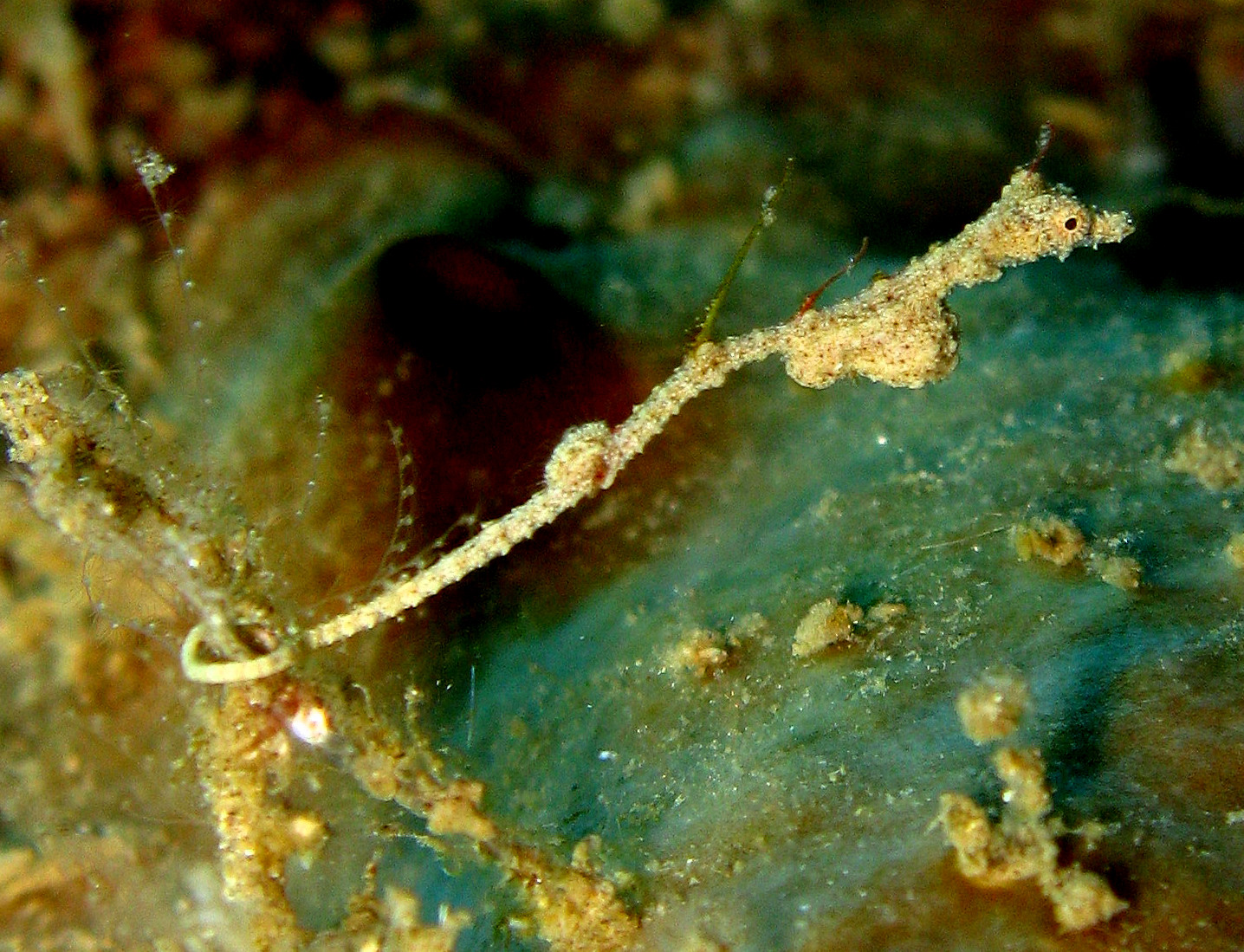
Kyonemichthys rumengani
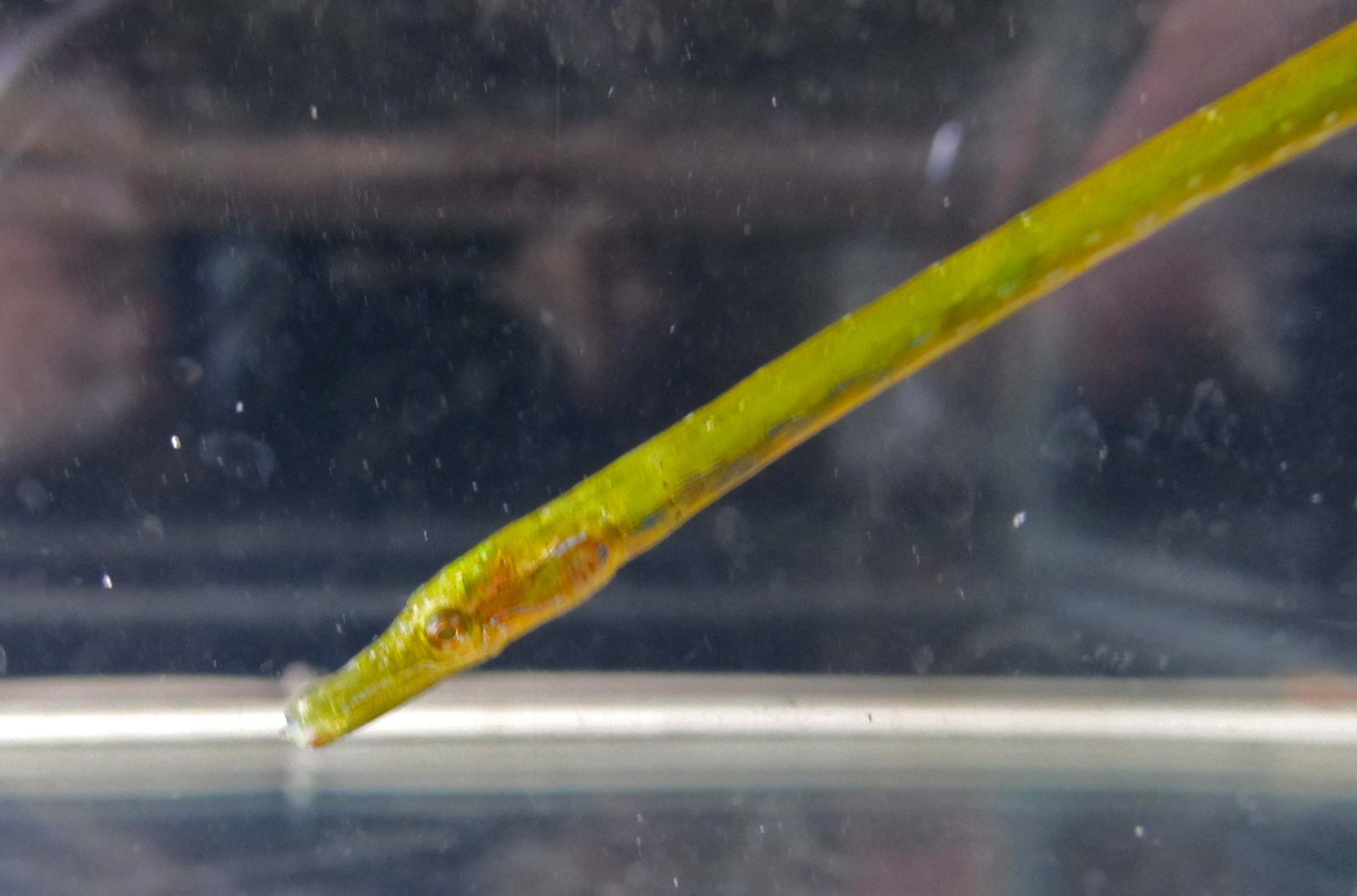
Nerophis ophidion
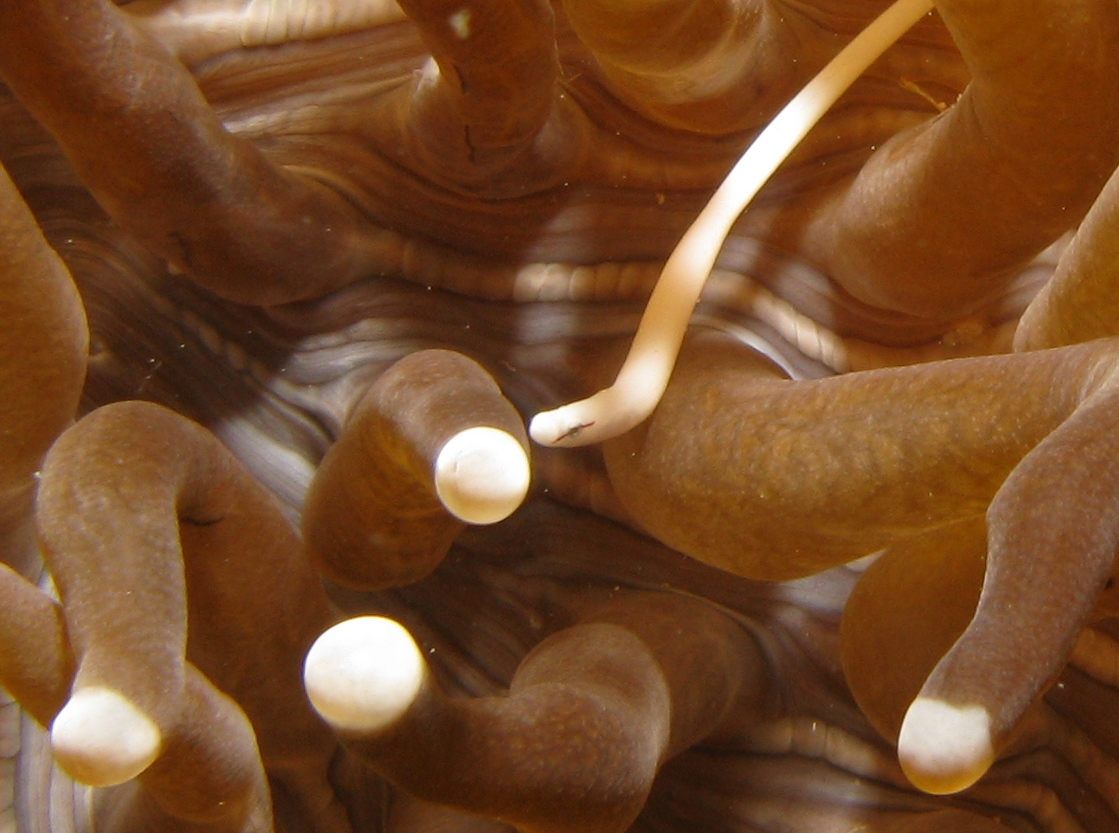
Siokunichthys nigrolineatus
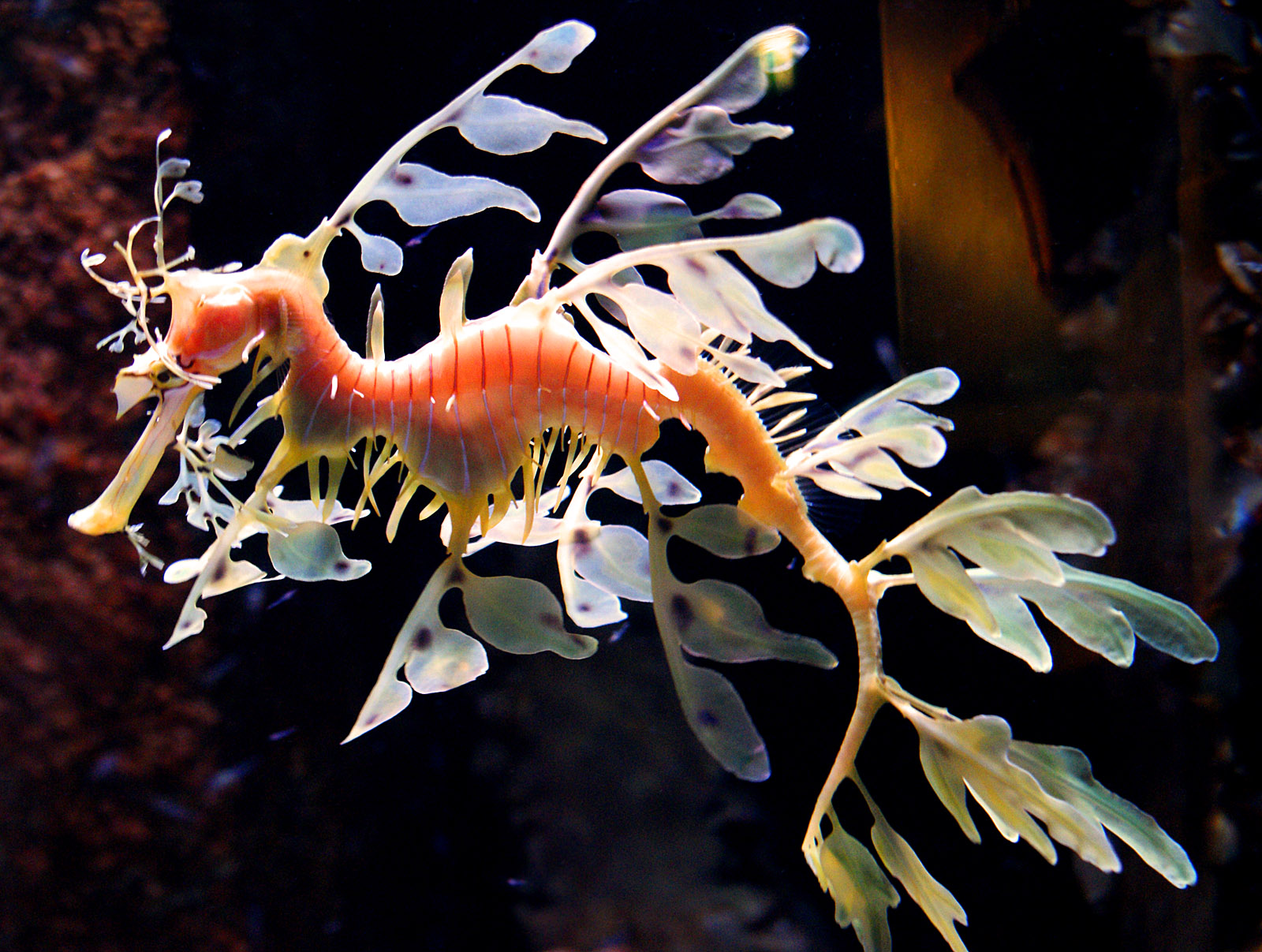
Phycodurus eques
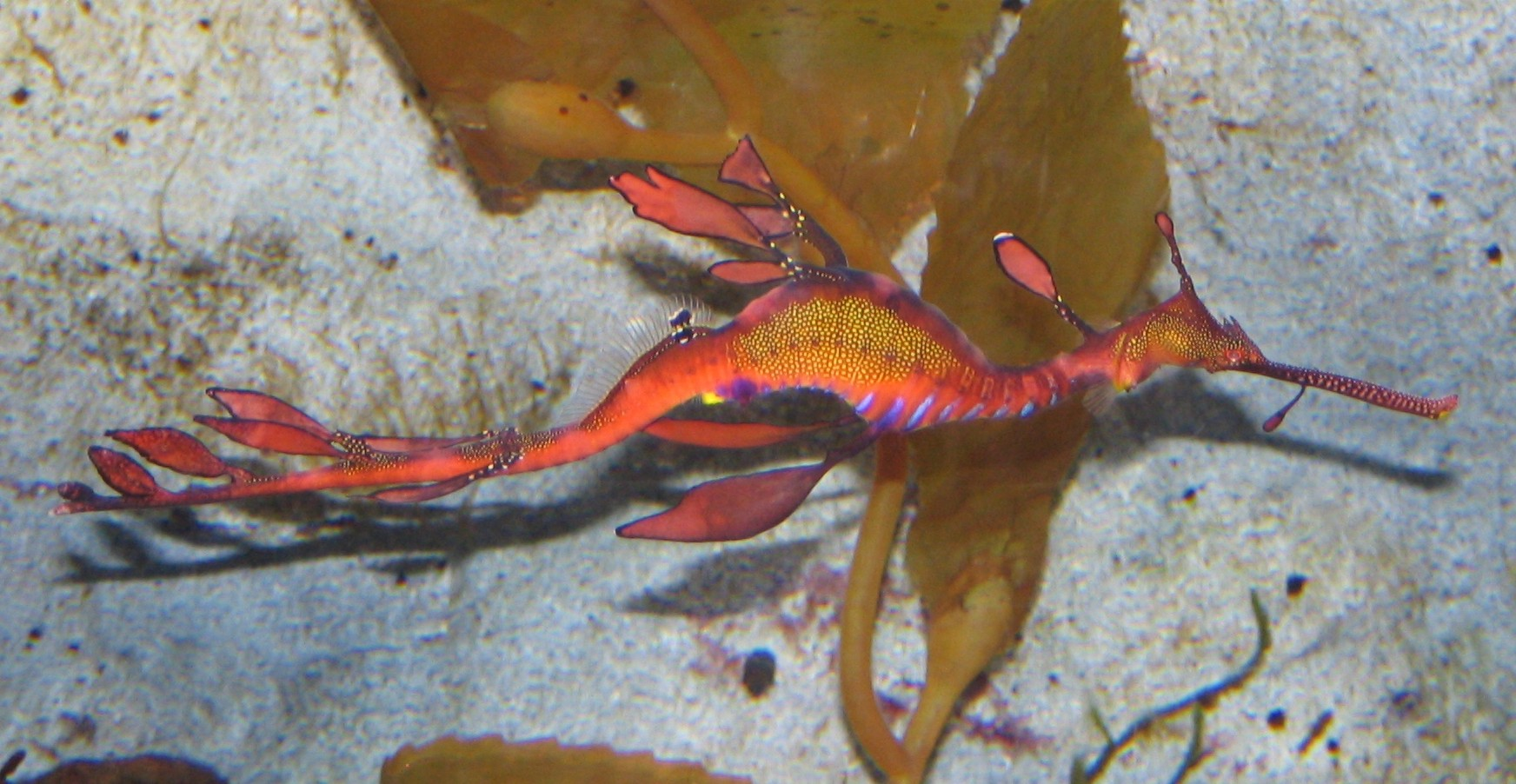
Phyllopteryx taeniolatus
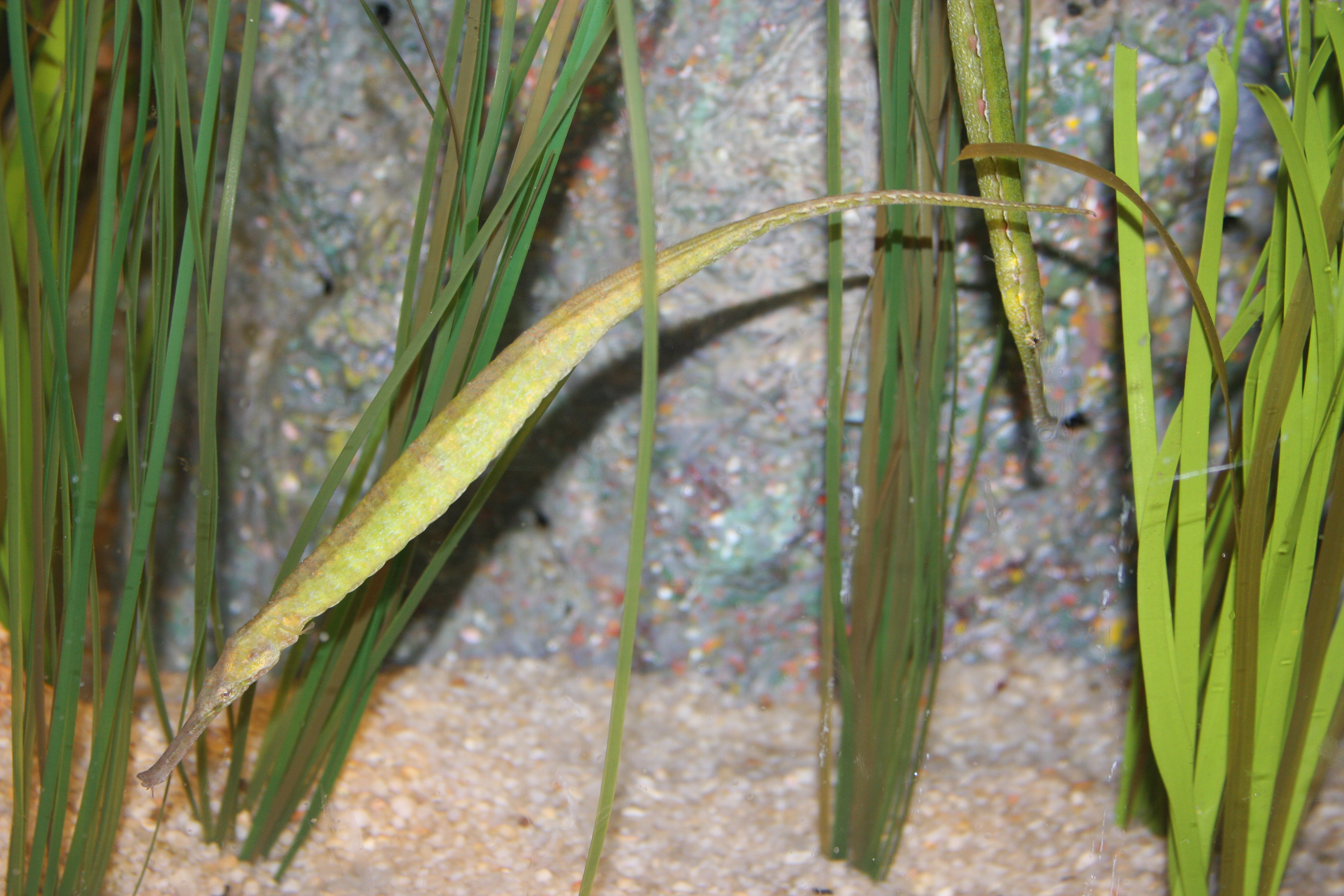
Syngnathoides biaculeatus
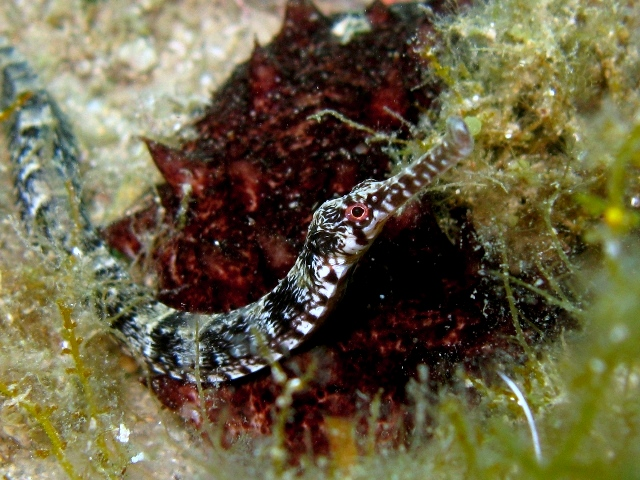
Syngnathus acus
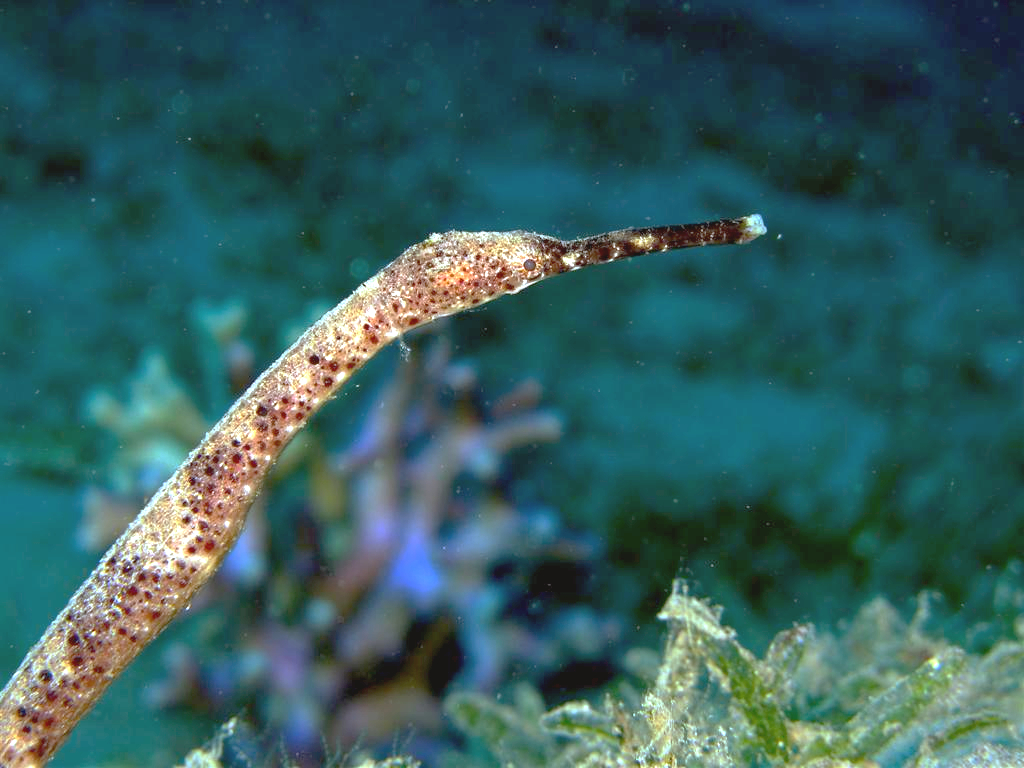
Trachyrhamphus bicoarctatus